# Vak
Vak (sanskrit: वाक vāka, « qui parle, qui récite ») aussi appelé Vak laina est un moyen pour les sikhs de trouver des conseils en ouvrant au hasard le Guru Granth Sahib, le livre sacré du sikhisme, le Guru Granth Sahib, après la prière de demande à la fin de l'office. Cette tradition existe depuis fort longtemps. 

## Principe
Le mot vak est lié à vakya, « parole, discours, déclaration ». Dans le sikhisme, vak veut dire « leçon lue ». Cette lecture prise au hasard est comme un enseignement du gourou toujours vivant, à savoir le livre saint, le Guru Granth Sahib.
Afin d'obtenir les versets à enseigner, le livre est tenu verticalement et fermé, sur une surface plane. Alors, les mains de l'officiant se déplacent pour le laisser s'ouvrir à n'importe quelle page. Le vak est alors lu sur la page de gauche, à partir de la première ligne du premier hymne complet.
Cette lecture est quotidienne et se déroule lors de l'office du matin, si bien que le fidèle peut suivre cette méthode presque divinatoire. Ainsi le vak du jour est affiché dans de nombreux gurdwaras, les temples sikhs, pour que tout un chacun puisse le consulter et obtenir les conseils des Gurus. Un vak est aussi généralement exécuté à la fin du culte.

## Exemples
Le vak a été utilisé pour régler des différends théologiques et même pour aider à des décisions politiques. Ainsi, le 12 octobre 1920, après la prière, les officiants du Temple d'Or ont refusé d'accepter le Karah Parshad, le repas sacré apporté par des fidèles dits de basse caste. Afin de régler le conflit, les prêtres ont accepté que l'on demande le verdict du Guru au moyen d'un vak. Et les paroles ont été sans ambiguïté : il fallait accepter la nourriture des fidèles.
Avant d'accepter des discussions avec le premier ministre Rajiv Gandhi, qui ont débouché sur des accords historiques, Harchand Singh Longowal (en), qui était alors le président de l'Akali Dal, a tiré un Vak lui disant: « Il faut agir courageusement et cesser d'être comme deux esprits sur des questions vitales ».